# 1957-es magyar férfi röplabdabajnokság
Az 1957-es magyar férfi röplabdabajnokság a tizenkettedik magyar röplabdabajnokság volt. Bevezették a nemzeti bajnokságot (NB), melyben budapesti és vidéki csapatok több osztályban együtt játszhattak. A bajnokságban tizennégy csapat indult el, a csapatok egy kört játszottak. A bajnokságot tavasszal játszották le, utána áttértek az őszi-tavaszi rendszerre.
A csapatok nagy része visszavette az 1950 előtt használt nevét.
- A Bp. Dózsa új neve Újpesti Dózsa lett.
- A Testnevelési Főiskola Haladás neve ismét Testnevelési Főiskola SE lett.
- A Miskolci Törekvés neve ismét Miskolci VSC lett.
- A Bp. Vasas neve ismét Vasas SC lett.
- A Törekvés Vasanyagjavító új neve MÁV VSC lett.
- A Csepeli Vasas új neve Csepel SC lett.
- A Bp. Vörös Lobogó neve ismét MTK lett.
- A Bp. Bástya VTSK új neve Bp. VTSK lett.
- A Bp. Bástya Pénzügyminisztérium új neve Pénzügyminisztérium SC lett.
- A Vasas Turbó új neve Ganz Villamossági SK lett.

## Tabella
| #   | Csapat                   | M  | Gy | V  | Sz+ | Sz- | P  |
| --- | ------------------------ | -- | -- | -- | --- | --- | -- |
| 1.  | Újpesti Dózsa            | 13 | 13 | 0  | 39  | 16  | 26 |
| 2.  | Testnevelési Főiskola SE | 13 | 11 | 2  | 36  | 10  | 22 |
| 3.  | Miskolci VSC             | 13 | 9  | 4  | 32  | 20  | 18 |
| 4.  | Bp. Spartacus            | 13 | 9  | 4  | 31  | 24  | 18 |
| 5.  | Vasas SC                 | 13 | 8  | 5  | 32  | 21  | 16 |
| 6.  | MÁV VSC                  | 13 | 8  | 5  | 31  | 24  | 16 |
| 7.  | Csepel SC                | 13 | 7  | 6  | 28  | 22  | 14 |
| 8.  | MTK                      | 13 | 7  | 6  | 29  | 26  | 14 |
| 9.  | Bp. VTSK                 | 13 | 6  | 7  | 24  | 29  | 12 |
| 10. | Pénzügyminisztérium SC   | 13 | 5  | 8  | 25  | 29  | 10 |
| 11. | VM Közért                | 13 | 3  | 10 | 19  | 34  | 6  |
| 12. | Bp. Honvéd               | 13 | 3  | 10 | 17  | 33  | 6  |
| 13. | Pénzügyőrök SE           | 13 | 2  | 11 | 17  | 36  | 4  |
| 14. | Ganz Villamossági SK     | 13 | 0  | 13 | 3   | 39  | 0  |

* M: Mérkőzés Gy: Győzelem V: Vereség Sz+: Nyert szett Sz-: Vesztett szett P: Pont